# Nieborzyn (powiat płoński)
Nieborzyn – wieś sołecka w Polsce położona w województwie mazowieckim, w powiecie płońskim, w gminie Czerwińsk nad Wisłą.
| SIMC    | Nazwa   | Rodzaj                          |
| ------- | ------- | ------------------------------- |
| 1060369 | Parcele | część wsi (zniesiona w 2023 r.) |

W latach 1975–1998 miejscowość należała administracyjnie do województwa płockiego.